# Saint-Michel-de-Livet
Saint-Michel-de-Livet és un antic municipi francès situat al departament de Calvados i a la regió de Normandia. L'any 2018 tenia 163 habitants. Des del 1r de gener de 2016 es va integrar en el municipi nou de Livarot-Pays-d'Auge com a municipi delegat. En reunir vint-i-dos antics municipis, aquest municipi nou és el més gros de tots els municipis nous de França.

## Demografia
El 2007 la població era de 181 persones. Hi havia 66 famílies i 83 habitatges: 65 habitatges principals, 14 segones residències i 5 desocupats. eren 82 cases i un apartament.
La població ha evolucionat segons el següent gràfic:

## Economia
El 2007 la població en edat de treballar era de 122 persones, 89 eren actives i 33 eren inactives. Hi havia set empreses de serveis de proximitat.
L'any 2000 hi havia onze explotacions agrícoles que conreaven un total de tres-cents hectàrees.